# NvSRAM

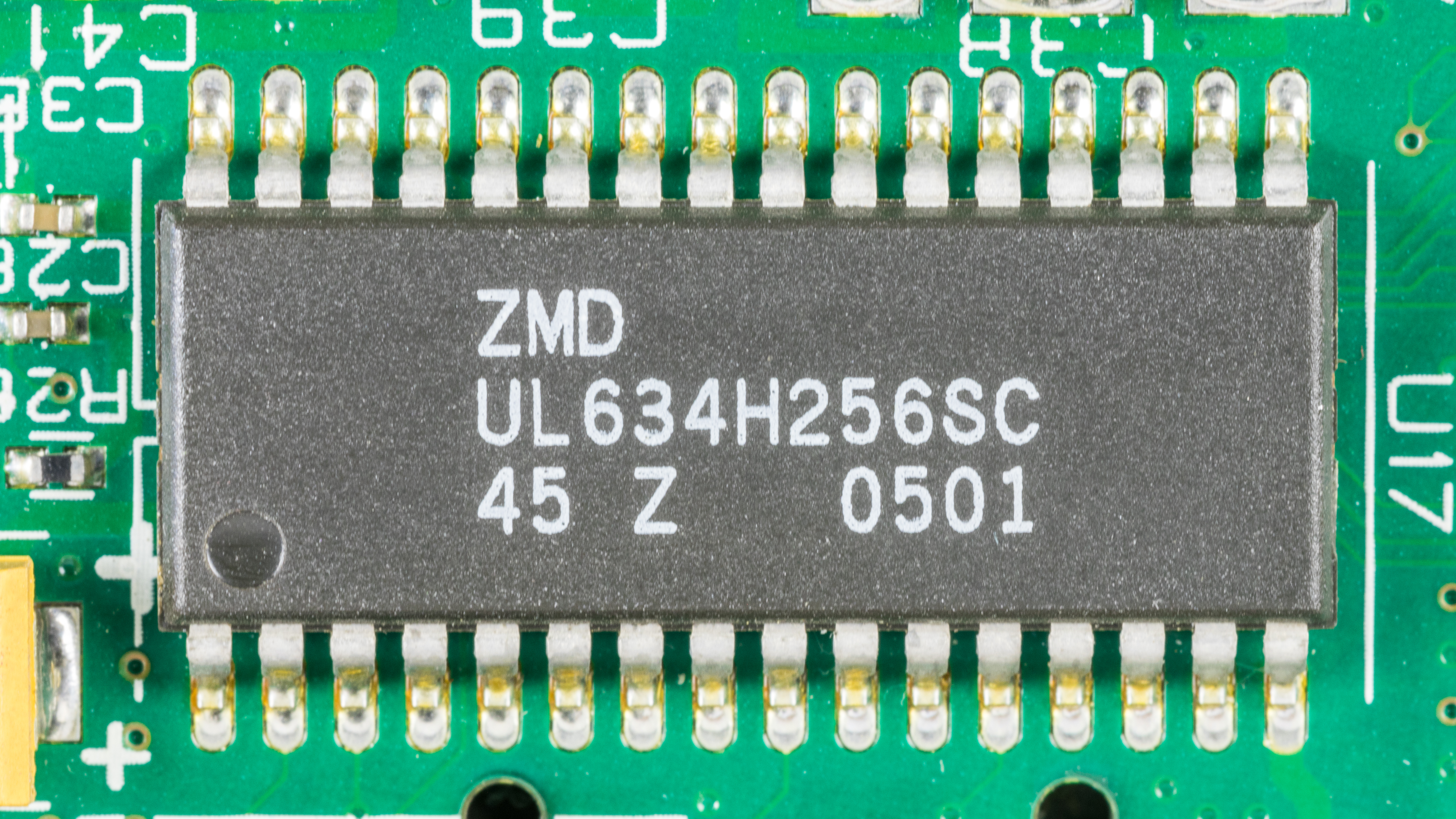
nvSRAM ZMD UL634H256SC

nvSRAM és un tipus de memòria d'accés aleatori no volàtil (NVRAM). nvSRAM amplia la funcionalitat de la SRAM bàsica afegint emmagatzematge no volàtil com ara una EEPROM al xip SRAM. En funcionament, les dades s'escriuen i llegeixen des de la part SRAM amb accés d'alta velocitat; les dades de la SRAM es poden emmagatzemar o recuperar de l'emmagatzematge no volàtil a velocitats més baixes quan sigui necessari.
nvSRAM és una de les tecnologies NVRAM avançades que substitueixen ràpidament la memòria estàtica d'accés aleatori (BBSRAM) amb bateria, especialment per a aplicacions que necessiten solucions sense bateries i retenció a llarg termini a velocitats SRAM. Les nvSRAM s'utilitzen en una àmplia gamma de situacions: xarxes, aeroespacials i mèdiques, entre moltes altres on la preservació de les dades és crítica i on les bateries no són pràctiques.
nvSRAM és més ràpid que les solucions EPROM i EEPROM.

## Descripció
Quan es llegeix i escriu dades, una nvSRAM no actua de manera diferent que una SRAM asíncrona estàndard. El processador o controlador connectat veu una interfície SRAM de 8 bits i res més. Una operació STORE afegida emmagatzema les dades que es troben en una matriu SRAM a la part no volàtil. Cypress i Simtek nvSRAM tenen tres maneres d'emmagatzemar dades a l'àrea no volàtil. Són:
1. emmagatzematge automàtic: es produeix automàticament quan la font de tensió principal de dades cau per sota de la tensió de funcionament del dispositiu. Quan això passa, el control de potència es canvia de VCC a un condensador. El condensador alimentarà el xip el temps suficient per emmagatzemar el contingut SRAM a la part no volàtil.
2. magatzem de ferreteria: el pin HSB (Magatzem de maquinari ocupat) inicia externament una operació de magatzem de maquinari no volàtil. L'ús del senyal HSB, que sol·licita un cicle de maquinari STORE no volàtil, és opcional.
3. magatzem de programari: s'inicia per una determinada seqüència d'operacions. Quan les operacions definides es fan en seqüència, s'inicia el magatzem de programari.

## nvSRAM amb tecnologia SONOS

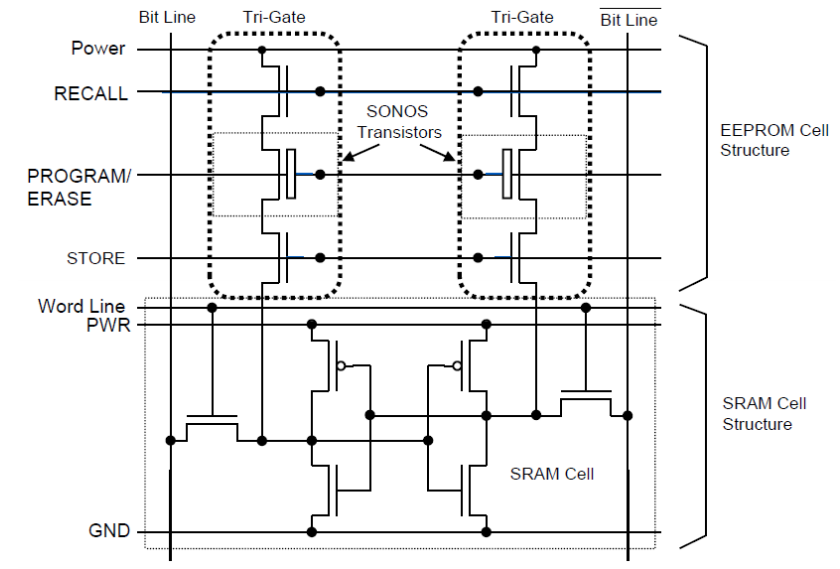
Tecnologia NvSRAM-SONOS

SONOS és una estructura transversal de MOSFET utilitzada en memòries no volàtils com EEPROM i memòries flash. nvSRAM combina les cèl·lules SRAM estàndard amb les cèl·lules EEPROM en tecnologia SONOS per proporcionar un accés ràpid de lectura/escriptura i 20 anys de retenció de dades sense energia. Les cèl·lules SRAM estan aparellades una a una amb cèl·lules EEPROM. Les nvSRAM es troben en el procés CMOS, amb les cèl·lules EEPROM que tenen una pila SONOS per proporcionar emmagatzematge no volàtil. Quan s'aplica una potència normal, el dispositiu té un aspecte i es comporta de la mateixa manera que una SRAM estàndard. Tanmateix, quan s'acaba l'alimentació, el contingut de cada cel·la es pot emmagatzemar automàticament a l'element no volàtil situat a sobre de la cel·la SRAM. Aquest element no volàtil utilitza tecnologia de procés CMOS estàndard per obtenir l'alt rendiment de les SRAM estàndard. A més, la tecnologia SONOS és altament fiable i admet 1 milió d'operacions STORE
La memòria SONOS utilitza una capa aïllant com el nitrur de silici amb trampes com a capa d'emmagatzematge de càrrega. Les trampes del nitrur capturen els portadors injectats des del canal i retenen la càrrega. Aquest tipus de memòria també es coneix com a "Memòria de trampa de càrrega". Com que la capa d'emmagatzematge de càrrega és un aïllant, aquest mecanisme d'emmagatzematge és inherentment menys sensible als defectes d'òxid del túnel i és més robust per a la retenció de dades. A SONOS, la pila d'òxid-nitrur-òxid (ONO) està dissenyada per maximitzar l'eficiència de captura de càrrega durant les operacions d'esborrat i programació i minimitzar la pèrdua de càrrega durant la retenció controlant els paràmetres de deposició en la formació ONO.
Avantatges de la tecnologia SONOS:
- tensions més baixes necessàries per a les operacions de programació/esborrat en comparació amb els MOSFET de porta flotant
- Inherentment menys sensible als defectes d'òxid del túnel
- Retenció de dades sòlida

## Aplicacions
- Registre de dades
- Terminals TPV/terminals intel·ligents
Els terminals poden emmagatzemar localment els registres de transaccions de pagament per a un processament posterior, reduint els retards i la vulnerabilitat d'intrusió.
- Caixes d'accident de vehicles de motor
- Equipament mèdic
- Servidors de gamma alta
- Entorns on les bateries per a BBSRAM són inviables
- Dispositius remots on el servei de camp és inviable

## Comparacions amb altres tipus de records
|                                 | nvSRAM | BBSRAM |
| ------------------------------- | --- | --- |
| Tècnica                         | Té elements no volàtils juntament amb SRAM d'alt rendiment                                                | Té una font d'energia de liti per alimentar-se quan l'alimentació externa està apagada                             |
| Retenció de dades               | 20 anys                                                                                                   | 7 anys, segons la bateria i la temperatura ambient                                                                 |
| Resistència                     | Il·limitat mentre estigui alimentat                                                                       | Limitat a la durada de la bateria                                                                                  |
| Mecanisme d'emmagatzematge      | L'emmagatzematge automàtic s'ha iniciat quan es detecta un apagat de V CC.                                | L'habilitació del xip s'ha de mantenir a una lògica alta per evitar lectures/escriptures inadvertides.             |
| Enceneu la restauració de dades | Les dades no volàtils estan disponibles automàticament a la SRAM.                                         | SRAM canviarà de bateria a V CC.                                                                                   |
| Substitució per SRAM            | nvSRAM es pot substituir per SRAM amb una modificació menor de la placa per afegir un condensador extern. | La disposició de la bateria requereix un redisseny de la placa per adaptar-se a una mida més gran per a la bateria |
| Soldadura                       | SMT estàndard utilitzat                                                                                   | La soldadura de reflux no es pot fer amb la bateria instal·lada, ja que les bateries poden explotar.               |
| Velocitat (millor)              | 15-45 ns                                                                                                  | 70-100 ns |